# 1992年夏季残疾人奥林匹克运动会荷兰代表团
1992年夏季残疾人奥林匹克运动会荷兰代表团是荷兰派出的1992年夏季残疾人奥林匹克运动会代表团。获得14枚金牌、14枚银牌和11枚铜牌。